# Žleby (Strhaře)
Žleby (německy Schlep) jsou osada, část obce Strhaře v okrese Brno-venkov v Jihomoravském kraji. Nacházejí se v Hornosvratecké vrchovině, v přírodním parku Svratecká hornatina, asi 0,5 km na západ od Strhař. Žije zde 31 obyvatel. Osada má formu roztroušené zástavby v údolí potoka Besének a dělí se na dvě části, Horní Žleby a Dolní Žleby.
Žleby leží v katastrálním území Strhaře o výměře 5,32 km².

## Historie
První písemná zmínka o osadě je z roku 1650. Stavení v osadě byla budována za účelem využití vodní energie potoka Besénku, šlo tedy převážně o mlýny a pily. Nejvýznamnější byla Panská pila hraběte Serenyiho z Lomnice, k jehož pohonu sloužil Pilský rybníček, který je dnes chráněn jako přírodní památka. Od roku 1850 do 70. let 19. století patřily Žleby ke Kozárovu, od té doby jsou součástí Strhař.
Místo zvané Koňský hřbitov sloužilo k projížďkám šlechty pod volným nebem.
Za druhé světové války tu operovali partyzáni, jejich činnost je dodnes připomínána opravený bunkr.

## Obyvatelstvo
| Rok            | 1869 | 1880 | 1890 | 1900 | 1910 | 1921 | 1930 | 1950 | 1961 | 1970 | 1980 | 1991 | 2001 | 2011 | 2021 |
| -------------- | ---- | ---- | ---- | ---- | ---- | ---- | ---- | ---- | ---- | ---- | ---- | ---- | ---- | ---- | ---- |
| Počet obyvatel | 77   | 98   | 99   | 94   | 91   | 83   | 79   | 67   | 70   | 56   | 50   | 40   | 34   | 32   | 31   |
| Počet domů     | 11   | 13   | 12   | 14   | 12   | 12   | 11   | 14   | —    | 16   | 11   | 13   | 17   | 16   | 15   |

Vývoj počtu obyvatel

## Pověsti
Podle pověsti měl nad osadou na levém břehu Besénku vzniknout kostel svatého Stanislava. Když však dělníci začali stavět, dva orlové vždy v noci přenesli postavené zdivo na místo současného kostela. Dělníci tedy prací zanechali a stavbu dokončili na její současné poloze.
Další pověst se váže k hradu, na kterém údajně žil loupeživý rytíř Bělínek. Ten po dobytí hradu utekl tajnou chodbou do Žlebů, ale pronásledován se oběsil na druhé straně údolí v místech, které dodnes nese jeho jméno.
Pod vodní nádrží Žleby, u soutoku s bezejmenným potůčkem, měl údajně hrabě Serenyi z Lomnice pohřbívat oblíbené koně. Proto se tomuto místu říká Koňský hřbitov.

## Pamětihodnosti
V osadě stojí několik bývalých mlýnů a pil. V lese na skále nad osadou stojí památkově chráněná barokní socha svatého Stanislava z 18. století (dle jiného zdroje z roku 1901), v místech, kde měl podle pověsti stát kostel zasvěcený tomuto světci. Ta je poškozována vandaly, kteří jí zničili obě ruce. V osadě se nacházejí dva mramorové kříže: jeden je u odbočky do Osik, druhý v Dolních Žlebech jako připomínka tragické události z roku 1927. V místě zvaném Koňský hřbitov se nachází kamenné desky s letopočty, které byly do země vsazovány na památku významných událostí v rodině šlechty.
Nad osadou, ovšem již mimo její katastrální území, stojí kostel svatého Stanislava a vedle něj terénní pozůstatky středověkého hradu.

## Přírodní poměry

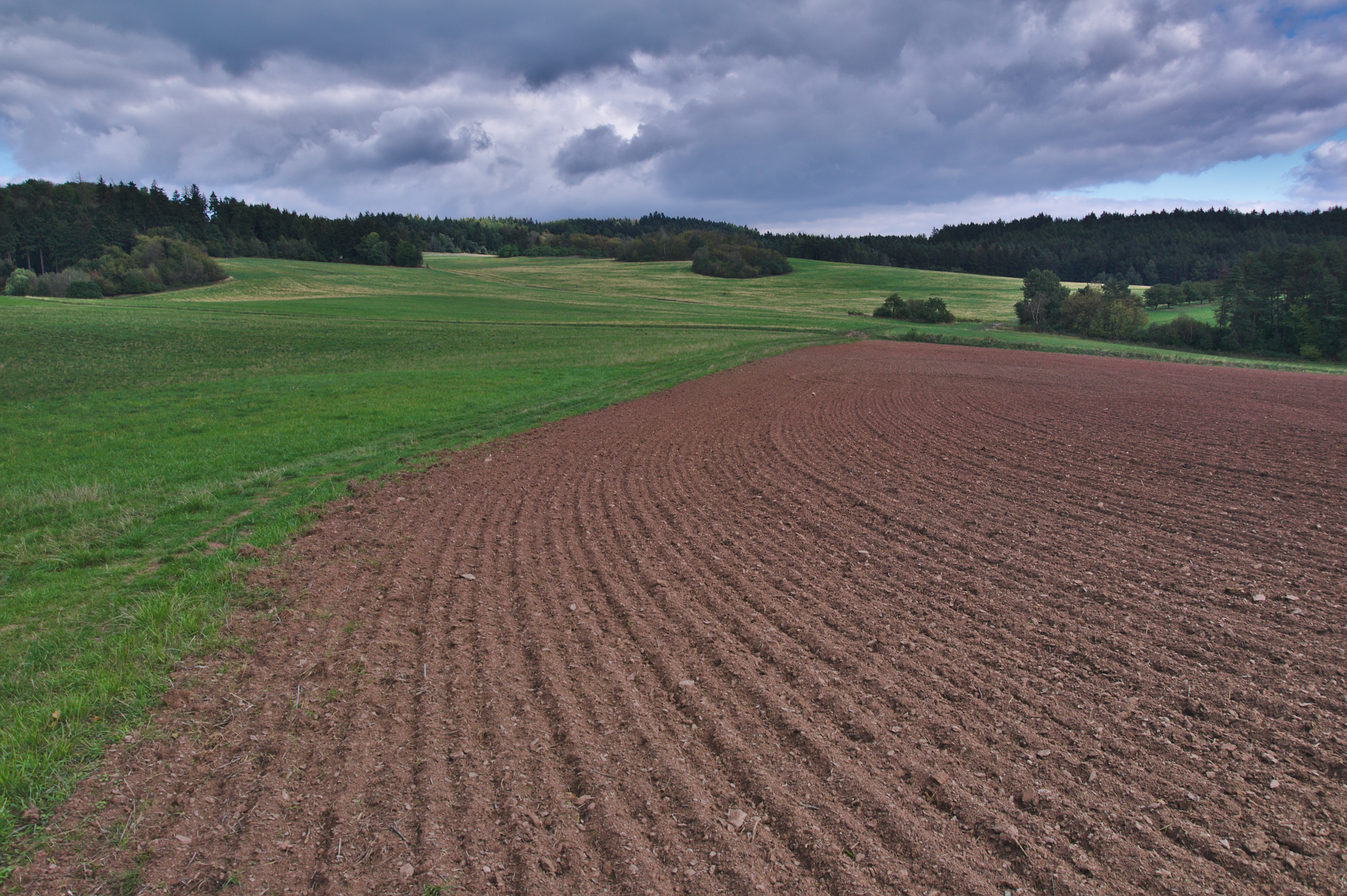
Krajina Svratecké pahorkatiny východně od osady

Údolí je z velké části obklopeno lesy, v severozápadní části se vyskytují pastviny.
V blízkém okolí osady se rozkládají přírodní památky Padělky a Pilský rybníček, dále na západ pak Horní Židovka a Sýkoř. Celá vesnice se nachází na území přírodní památky Svratecká hornatina.

## Geomorfologie
Osada leží v nadmořské výšce okolo 430 m n. m v hlubokém údolí potoka Besének uprostřed Sýkořské hornatiny.

## Doprava
Celým údolím se line silnice třetí třídy číslo 3773, v jižní části se odpojuje silnice 3775 do obce Strhaře a v severní silnice 3776 do Osik.
V osadě se nachází několik autobusových zastávek.

## Turistika
Jižní část osady míjí modrá turistická trasa.
Severní částí prochází cyklotrasa 5143 z Bedřichova do Brumova a Černovic.

## Fotogalerie

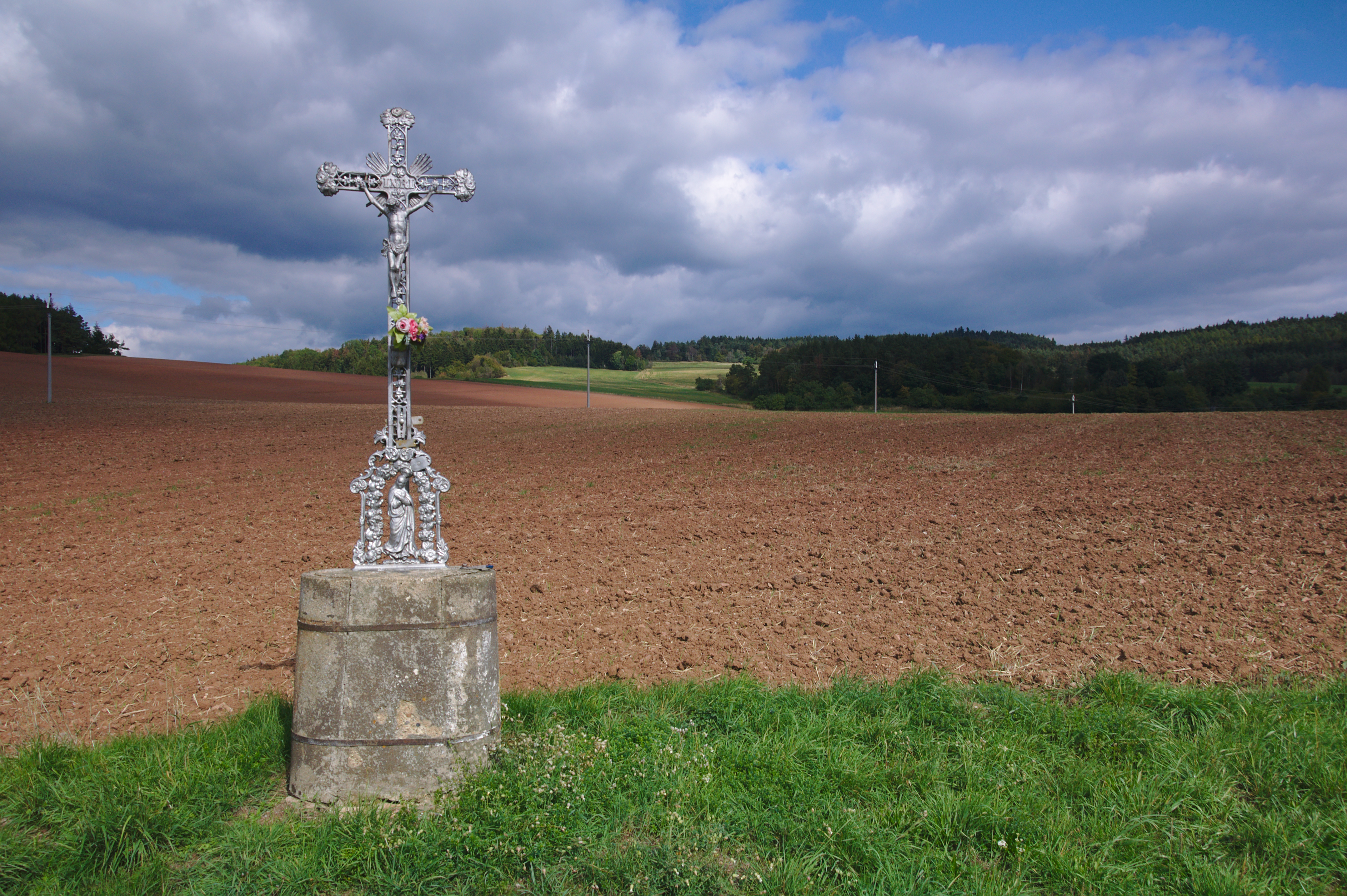
Kříž u cesty ze Strhař do Žlebů
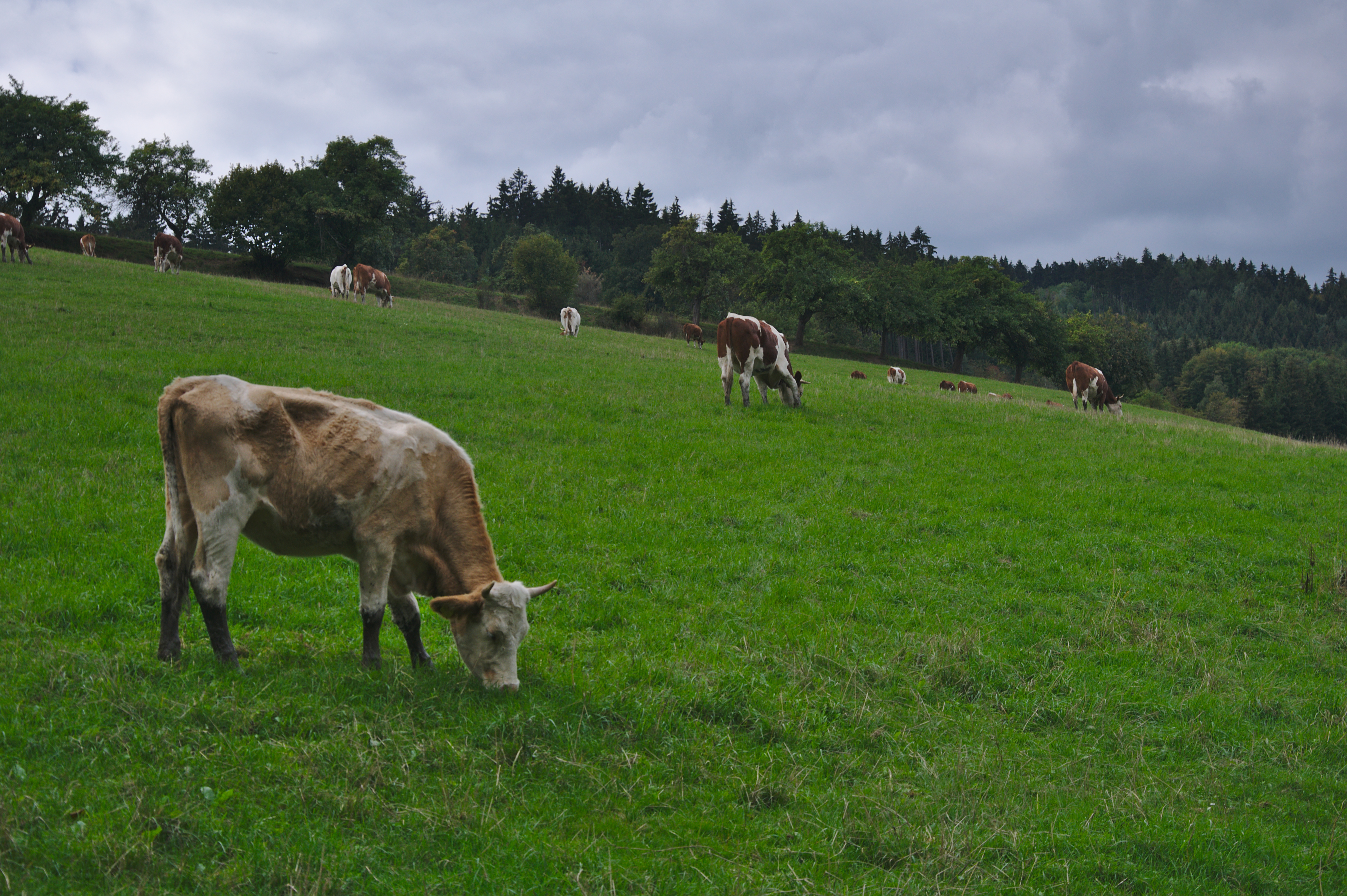
Pastva mezi osadou a kostelem svatého Stanislava
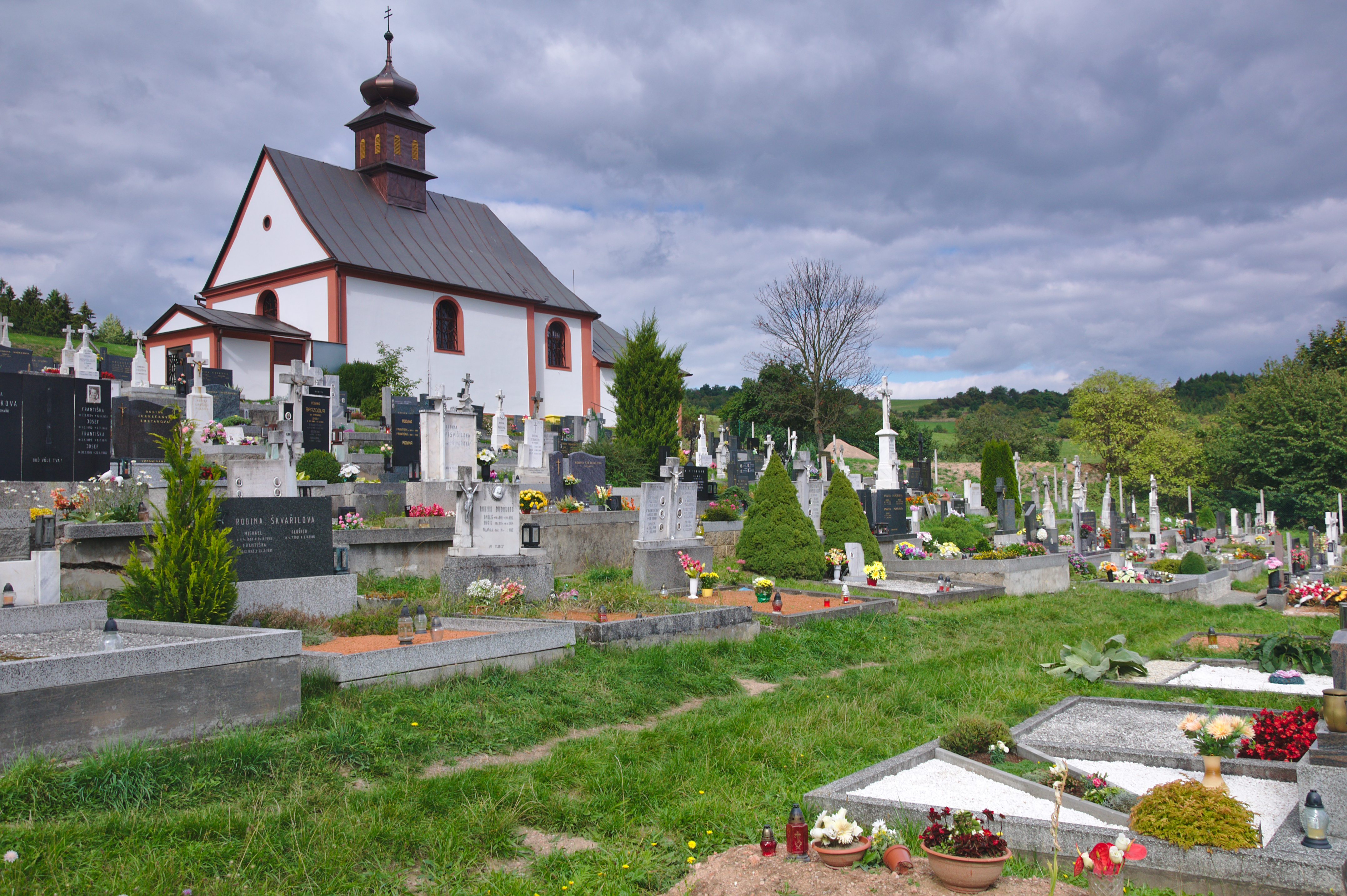
Kostel svatého Stanislava nad osadou ležící v katastru obce Osiky
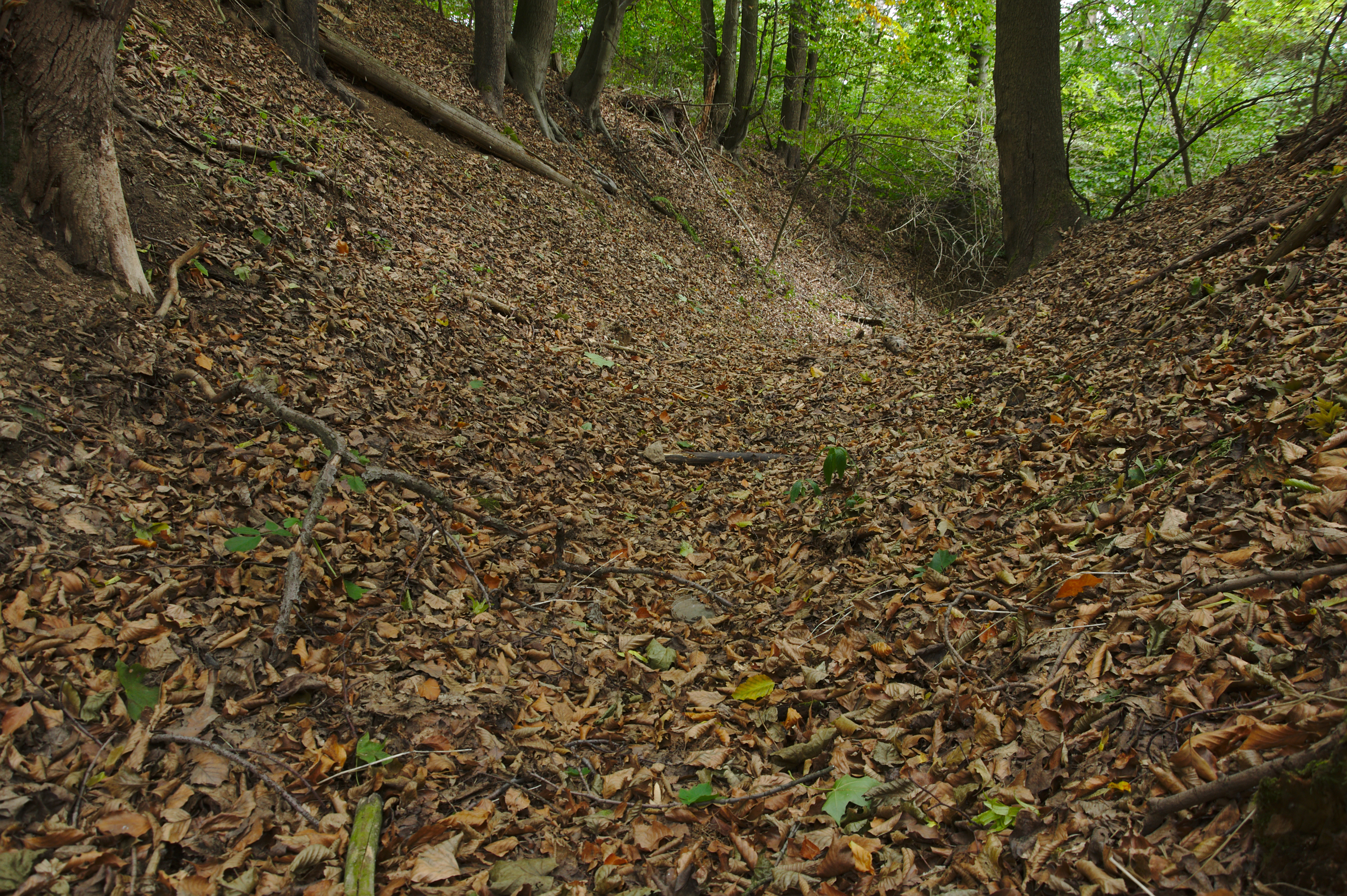
Příkop středověkého hradu nad osadou ležící v katastru obce Synalov
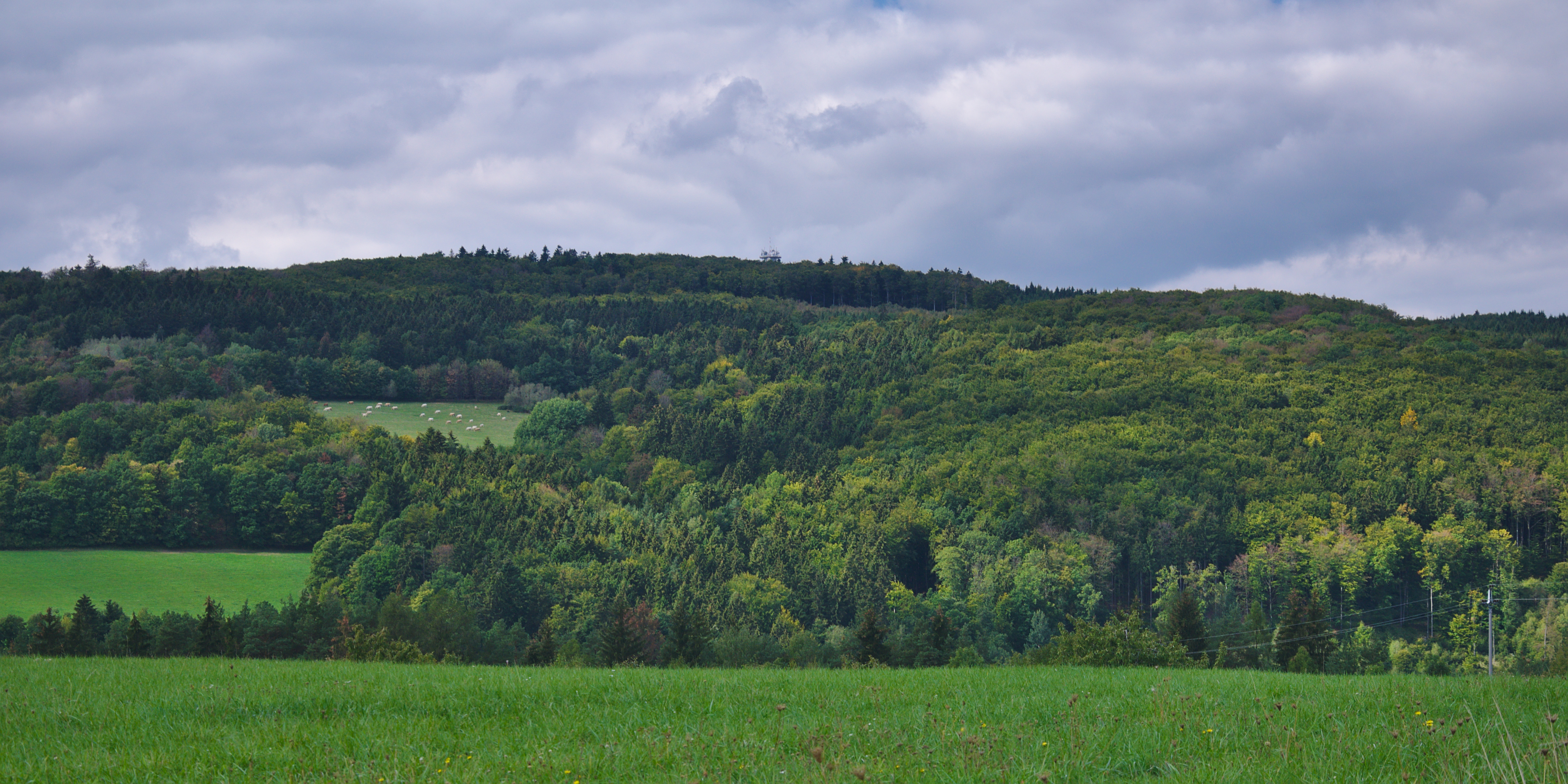
Pohled přes údolí Besénku
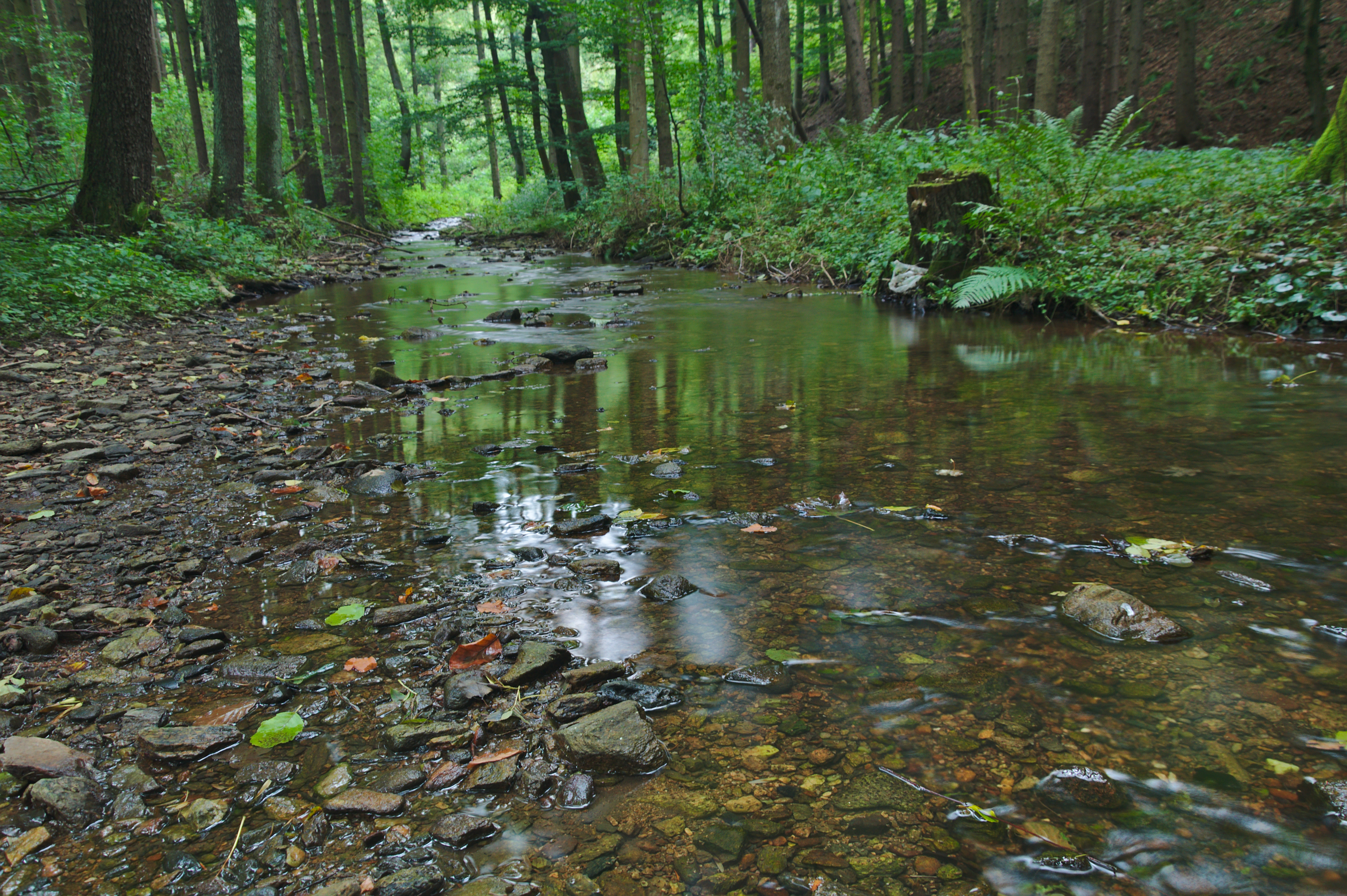
Potok Besének jižně pod osadou
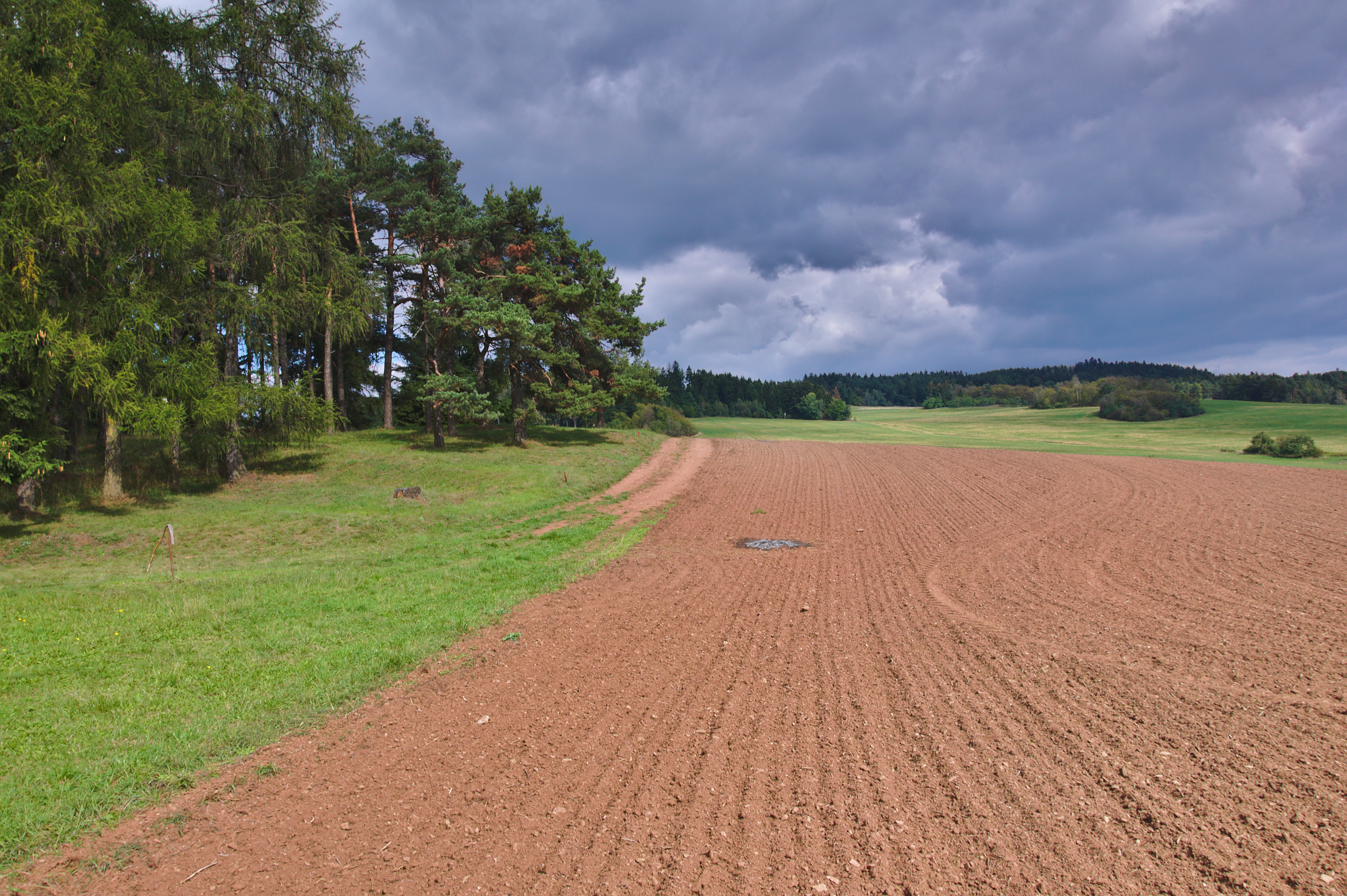
Přírodní památka Padělky